# Paul Veyret
Pour les articles homonymes, voir Veyret.
Paul Veyret, né le 30 juin 1873 à Paris 17e et mort le 29 septembre 1898 dans la même ville, est un comédien français.

## Famille
Pierre Paul Louis Veyret est le fils de Pierre Alexandre François Veyret (1847-1929), professeur au Lycée Chaptal, et de Marie Poisson (1852-1942).

## Carrière
Après de brillantes études et un bac ès sciences en poche, Paul Veyret entre au Conservatoire d'art dramatique de Paris en 1889, dans la classe de Maubant. En 1891 il décroche un accessit et en 1892 le 1er prix de comédie à l'unanimité dans une scène des Fourberies de Scapin.
Il débute au Théâtre de l'Odéon le 15 septembre 1892 dans le rôle de Guy de Cœur volant, viennent ensuite Mascarille de L'Étourdi ou les Contretemps et Figaro du Barbier de Séville. Il crée des rôles dans Le Carrosse du Saint-Sacrement, L'Argent d'autrui, Le Pré Catelan et L'Héritage de Monsieur Plumet.
Il fait ses premiers pas à la Comédie-Française 17 septembre 1893 dans le rôle de Scapin des Fourberies, où il provoqua un scandale en donnant une réplique à Coquelin aîné, sans tenir compte de la tradition du jeu. Coquelin rendit son rôle et fut remplacé par Laugier, car Veyret refusa tout net de revenir sur son interprétation.
Il tint les rôles de premier comique et créa ainsi Brascommié dans Cabotins le 12 septembre 1894, un médecin dans Vers la joie le 13 octobre 1894.

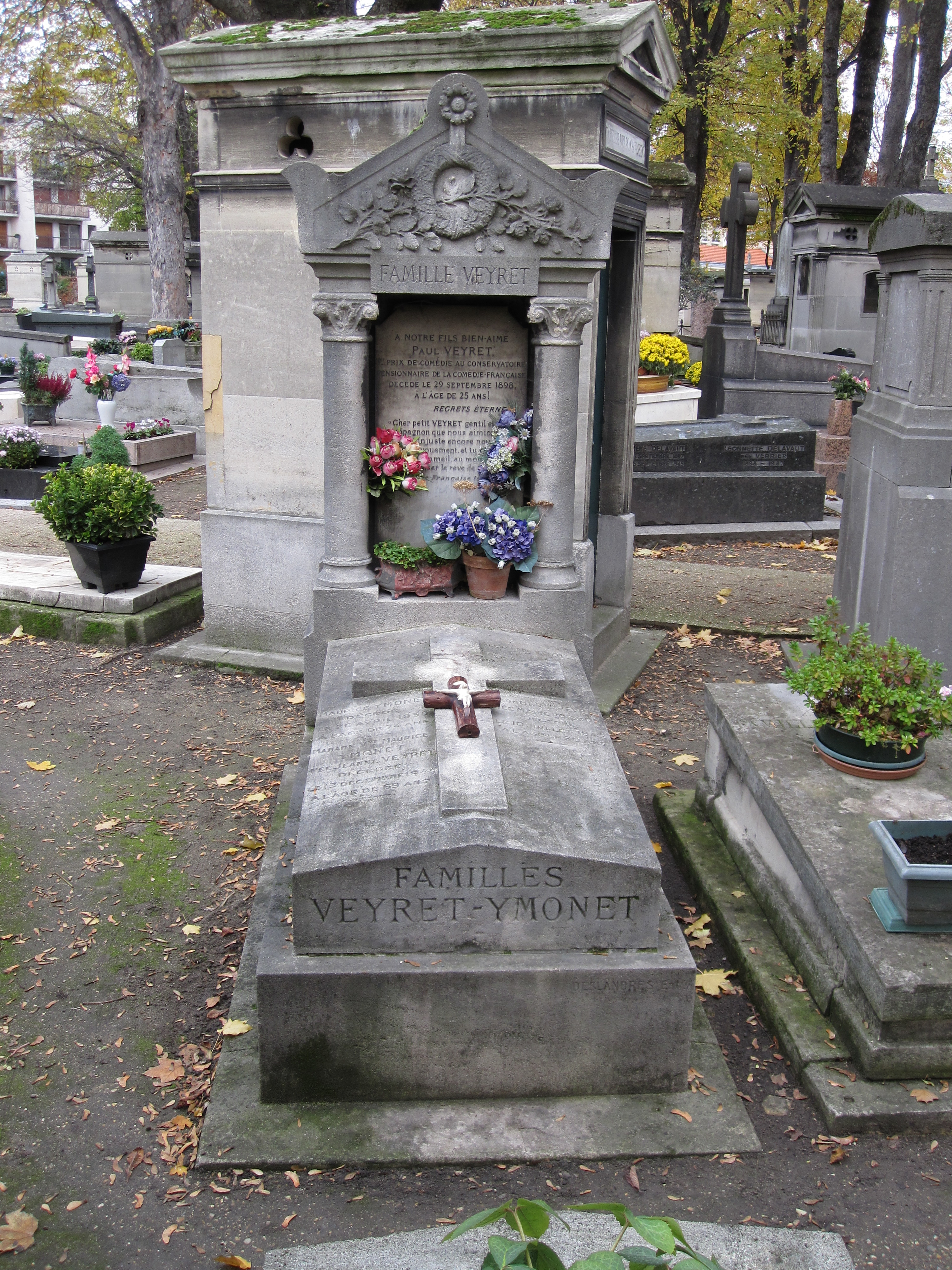
Tombe de Paul Veyret au cimetière de Montmartre (division 9).

En septembre 1898, la Comédie-Française annonça que son jeune pensionnaire était souffrant. Le 8 septembre 1898 Jules Truffier annonce par Le Figaro que son camarade Veyret sera bientôt de retour sur scène. Mais le 29 septembre 1898 à 16h30, Paul Veyret s'éteint chez ses parents, au 30 du boulevard des Batignolles, rongé par la tuberculose.
Ses obsèques eurent lieu le 1er octobre 1898 à 11 heures du matin en l'église Sainte-Marie des Batignolles puis il fut inhumé au cimetière de Montmartre (division 9) où Coquelin cadet, en l'absence du doyen de la Comédie-Française, prononça sur la tombe de son jeune camarade le discours suivant qui fut gravé sur la tombe :
« Cher petit Veyret, gentil et joyeux compagnon que nous aimions tous, la mort, injuste encore, nous prive de ton dévouement, et tu t'endors du dernier sommeil au moment où tu allais réaliser le rêve de ta vie ! La Comédie-Française te dit adieu ! »